# Tangasi
Tangasi és un llogaret del Sudan, prop de Napata, on s'ha trobat un cementiri meroític precristià. La gent de Tangasi i Zuma va formar entitats similars a Ballana (encara que diferenciada) però difícilment foren seus de regnes, ja que les tombes no semblen tenir prou riquesa per correspondre a tombes de reis. Se’ls suposa els antecedents del regne de Makuria. En canvi si que s'observen riqueses a les tombes de Hobagi, molt més amunt del riu, suposat antecedent del regne d'Aloa.